# Ernst Berends
Ernst Berends (* 20. Oktober 1901 in Zehdenick; † 17. Januar 1975 in West-Berlin) war ein deutscher Journalist und von 1946 bis 1948 Chefredakteur der Zeitung Märkische Volksstimme.

## Leben
Berends, Sohn eines Schmiedes, ging nach der Mittelschule in die Lehre als Buchdrucker und arbeitete bis 1920 in diesem Beruf. Gleichzeitig besuchte er ein Lehrerseminar und wurde 1920 Zeitungsredakteur. Bis 1932 arbeitete er für die Zeitungen Zehdenicker Tageblatt, Laubaner Neueste Nachrichten sowie Neumärkische Tägliche Nachrichten und war zeitweilig Mitarbeiter der Pressestelle des Polizeipräsidenten von Berlin.
1920 wurde Berends Mitglied des Buchdruckerverbandes und des Reichsverbandes der Deutschen Presse und trat 1926 in die DDP ein. 1931 wechselte er zur SPD. Ab 1933 arbeitete Berends als kaufmännischer Angestellter in Berlin, wurde 1940 in die deutsche Wehrmacht eingezogen und kämpfte bis 1945 im Zweiten Weltkrieg. Anfang 1945 geriet er in britische Kriegsgefangenschaft, kam aber nach Kriegsende frei.
Berends kehrte nach Deutschland zurück und wurde 1946 SED-Mitglied. Bis Februar 1946 arbeitete er als Angestellter der Charlottenburger Wasser- und Industriewerke AG und wurde dann Redakteur der SPD-Zeitung Märker aus der die SED-Zeitung Märkische Volksstimme hervorging, deren Chefredakteur Berends von 1946 bis 1948 war (gemeinsam mit dem ehemaligen KPD-Mitglied Walter Franze).
1948 setzte sich Berends nach Westdeutschland ab und trat danach journalistisch nicht mehr in Erscheinung. Er starb 1975 in West-Berlin.